# 山梨県立甲府昭和高等学校
山梨県立甲府昭和高等学校（やまなしけんりつ こうふしょうわこうとうがっこう）は、山梨県中巨摩郡昭和町にある公立高等学校。普通科の中にスーパー理数コースを設置。地元では「昭和」（しょうわ）と略称される。校歌は金田一春彦作詞、芥川也寸志作曲、花井薫編曲。学園祭は紫映祭と呼ばれている。紫映祭は文化部門、体育部門、一般公開と3日間に渡って行われる。スケジュール上、前後することがある。

## 設置学科
- 普通科
  - 普通コース（普通クラスと習熟度別編成クラスの2つ）
  - スーパー理数クラス
  - 文系習熟クラス

## 学校行事
- 紫映祭
  - 紫映祭は毎年、7月頃に3日間の日程で行われる。名称の由来は、校歌の歌詞「紫に映ゆる...」から。1日目は文化祭（合唱コンクール、箏曲部・吹奏楽部などの発表）、2日目は一般公開、3日目は体育祭が行われる。文化祭は例年、コラニー文化ホールで行う。全校が縦割りで6色の団（赤青緑桃橙黄）（2018年度までは上記に黒を加えた7色）に分かれ対抗戦を行う。
- スーパーグローバルハイスクール（SGH）アソシエイト校
  - 2014年にアソシエイト校として、文部科学省から指定を受ける。国際的に活躍できる能力を備えるための教育を行う。「昭和町街づくり研究」「自己表現力の育成」「熟議」などを実践している。
- 強歩大会
  - 学校をスタートし、釜無川サイクリングロードを折り返すコース。（男子は30km、女子は20km）ゴール後は、毎年同窓会から、紫映パンとジュースが、学校からトライスのファイルが完走賞として生徒全員にプレゼントされる。
- 高大連携講座
  - 高大連携講座とは、山梨大学工学部の教員が研究している内容を知り、工学分野の知識を得ることで学習の意欲を高める目的で行われるようになった。
- 生徒会公認マスコットキャラクター「トライス」
  - 2014年に生徒から公募して誕生したマスコットキャラクターで、名誉生徒。「虎」と「リス」と「犬」をモチーフにしたゆるキャラで、着ぐるみも制作した。2014年ゆるキャラグランプリでは、6946票獲得し、全国で327位、高等学校では全国1位になった。地元のテレビ出演や生徒会本部が作った通信が「トライス通信」と名付けられたり、その他お知らせやプリントにもマスコットの絵が描かれていたりと校内外で有名なキャラクターとなっている。
- 進路指導
  - 夏休み中の宿泊学習会、大学模擬講義、土曜講座、春休み中の予備校課外等を実施している。二者面談、小論文指導、推薦受験指導など個別指導も手厚い。また、進路室の資料（赤本や受験報告所など）が充実している。
- さわやか教育
  - さわやか（爽やか）に制服を着こなす、さわやか（爽やか）に挨拶を交わす、等の生徒指導が行き届いている。生徒指導がしっかりとしており地元でも有名である。
- 紫映タイム
  - 月曜日の7校時は、課外学習や講座学習などの自主学習が出来る。SS講座（課外授業）、歴史講座、数学検定対策など生徒が好きな講座を選択し受講できる。2015年度から始まった。
- 「未来へ」スケジュール手帳
  - 2015年から本格的に実施されたスケジュール手帳である。学習予定や学習記録を書き込み、生徒が自己管理をする。全ページに、教職員全員の格言が記載されている。
- 研修旅行
  - 「修学旅行」と言わずに「研修旅行」と言う。例年、11月中旬に3泊4日で沖縄に行く。マリンスポーツ体験やガマ入壕見学などを行う。

## 沿革
- 1984年 - 開校。甲府一高、甲府西高、甲府南高、甲府東高との5校間で総合選抜を実施。
- 1990年 - 文化創造館竣工式
- 1997年 - 科学コース設置。
- 2000年 - 二学期制導入。
- 2004年 - 知のパイオニア推進事業（確かな学力向上推進事業）（山梨県教育委員会）実施校に指定される。
- 2005年 - 「エネルギー教育実践校」選定（財）社会経済生産性本部エネルギー環境教育情報センター
- 2006年 - スーパー理数クラス設置。
- 2014年 - スーパーグローバルハイスクール（SGH）アソシエイト校（文部科学省指定）

## 著名な卒業生
- 小林涼（俳優）

## 交通
- JR国母駅より徒歩20分
- 中央自動車道：甲府昭和インターチェンジから車で数分。
- JR甲府駅より山梨交通バス58系統山梨大学医学部附属病院行きに乗車、NTT新甲府ビルバス停で下車し徒歩5分
- JR常永駅より山梨交通バス58系統敷島団地行きに乗車、NTT新甲府ビルバス停で下車し徒歩5分
- 鰍沢営業所～甲府第一高校間で運転している山梨交通バス45系統「high school ライナー」は当校の西、徒歩5分のところにあるアルプス通り沿いに停留所がある。

## 学校周辺
- イトーヨーカドー甲府昭和店
- Right on
- ファミリーマート
- インクポット
- セブンイレブン
- ほっともっと
- 昭寿荘